# Hans bröllopsnatt
Hans bröllopsnatt är en svensk film från 1915 i regi av Mauritz Stiller. 

## Om filmen
Filmen premiärvisades den 20 september 1915 på biograf Cosmorama i Göteborg. Den spelades in vid Svenska Biografteaterns ateljé på Lidingö med exteriörer från ateljéns omgivningar av Hugo Edlund. 
Som förlaga har man Étienne Rey, Gaston de Caillavet och Robert de Flers komedipjäs La belle aventure som uruppfördes på Théâtre du Vaudeville i Paris 1913, och med svensk premiär på Dramatiska Teatern 1915. Pjäsen har senare filmats i Sverige under titeln Äventyret i regi av Per-Axel Branner 1936.

## Rollista (i urval)
- Erik A. Petschler – Erik Björnberg
- Kirsten Lampe – Margot Brising
- Richard Lund – Gustav Börje
- Jenny Tschernichin-Larsson – Fru Alm
- Stina Berg – Stina, husjungfru hos fru Alm
- Gull Natorp – Fru Börje, Gustavs mor
- Edmond Hansen – Erik Björnbergs far, godsägare
- Ester Julin – Elsa, syster till Erik Björnberg